# Boldești, Iași
Boldești este un sat în comuna Hărmănești din județul Iași, Moldova, România. Se află pe drumul ce face legătura între Pașcani (prin Blăgești) și Cotnari.